# Chiesa della Madonna del Fiore
La chiesa della Madonna del Fiore è un edificio religioso situato a Pitigliano, nella provincia di Grosseto.

## Storia
La chiesa fu costruita in epoca rinascimentale, più precisamente nel corso del XV secolo, venendo originariamente adibita a cappella rurale.
Rispetto alla vicina chiesa di San Michele, questo edificio religioso fu continuamente frequentato dai fedeli, sia per raccogliersi in preghiera che per la celebrazione delle funzioni religiose, tanto da richiedere vari interventi di ampliamento nel corso dei secoli, soprattutto in epoca moderna, che hanno modificato seppur parzialmente il primitivo aspetto rinascimentale della chiesa.

## Descrizione

### Posizione
La sua ubicazione è lungo via della Madonna del Fiore, al di fuori della cinta muraria, non lontano dalla chiesa di San Michele, rispetto alla quale è situata più a est.

### L'esterno
La chiesa della Madonna del Fiore si presenta come un semplice edificio con strutture murarie esterne completamente rivestite in blocchi di tufo e tetto a capanna.
La facciata originaria è stata modificata più volte nel corso del tempo, venendo prima preceduta da un pronao e successivamente completamente incorporata all'interno dell'edificio religioso, a seguito della chiusura del portico del pronao che ha determinato la formazione dell'attuale facciata tra la fine del XIX e gli inizi del XX secolo. L'attuale facciata, sempre rivestita in blocchi di tufo, presenta un semplice portale d'ingresso centrale affiancato nella parte alta da due finestrelle quadrate, aventi un grosso architrave comune con il portale stesso, su cui poggia l'ampia arcata che in passato delimitava l'apertura del pronao. Un piccolo campanile a vela si eleva sul lato sinistro della facciata principale.
Anche l'interno dell'edificio religioso, originariamente adibito ad ospitare un'unica piccola cappella, ha subito modifiche ed ampliamenti nel corso dei secoli, tanto da includere altre due cappelle, oltre a quella originaria modificata: una di esse si trova nella parte sinistra, mentre l'altra è ubicata nella parte retrostante.